# Coachella Valley Preserve
La réserve de la vallée de Coachella est une zone protégée de la vallée de Coachella située à l'est de Palm Springs, près de Palm Desert, en Californie. Elle se trouve dans la section du désert du Colorado du désert de Sonora et à proximité de la région de la vallée inférieure du fleuve Colorado''.

## Gestion
La réserve de la vallée de Coachella, couvre une superficie de 893 hectares et est entretenue par l'association à but non lucratif Nature Conservancy.

## Oasis de palmiers de Californie
La région est l'une des rares du désert à posséder une oasis alimentée par des sources naturelles qui abrite le seul palmier indigène de Californie, le Washingtonia filifera, ou Palmier de Californie. La faille de San Andreas, visible depuis le fond de la vallée comme une ligne de verdure le long de la base des collines, capte les eaux souterraines qui nourrissent les palmiers. L'oasis des 1 000 palmiers (The 1000 Palms Oasis) est facilement accessible à pied depuis le début du sentier.

## Poisson-chiot du désert
Les étangs artésiens naturels fournissent un habitat au Cyprinodon macularius (poisson-chiot du désert), une petite espèce de poisson d'eau douce en voie de disparition, faisant moins de 7 cm de long. Ces étangs font partie de la visite autoguidée parmi les palmeraies de Californie.

## Lézard à doigts frangés de la vallée de Coachella
Le refuge est un habitat endémique pour le lézard à doigts frangés de la vallée de Coachella, classé comme espèce en voie de disparition en Californie, espèce menacée aux États-Unis et l'UICN le classe comme espèce en voie de disparition.

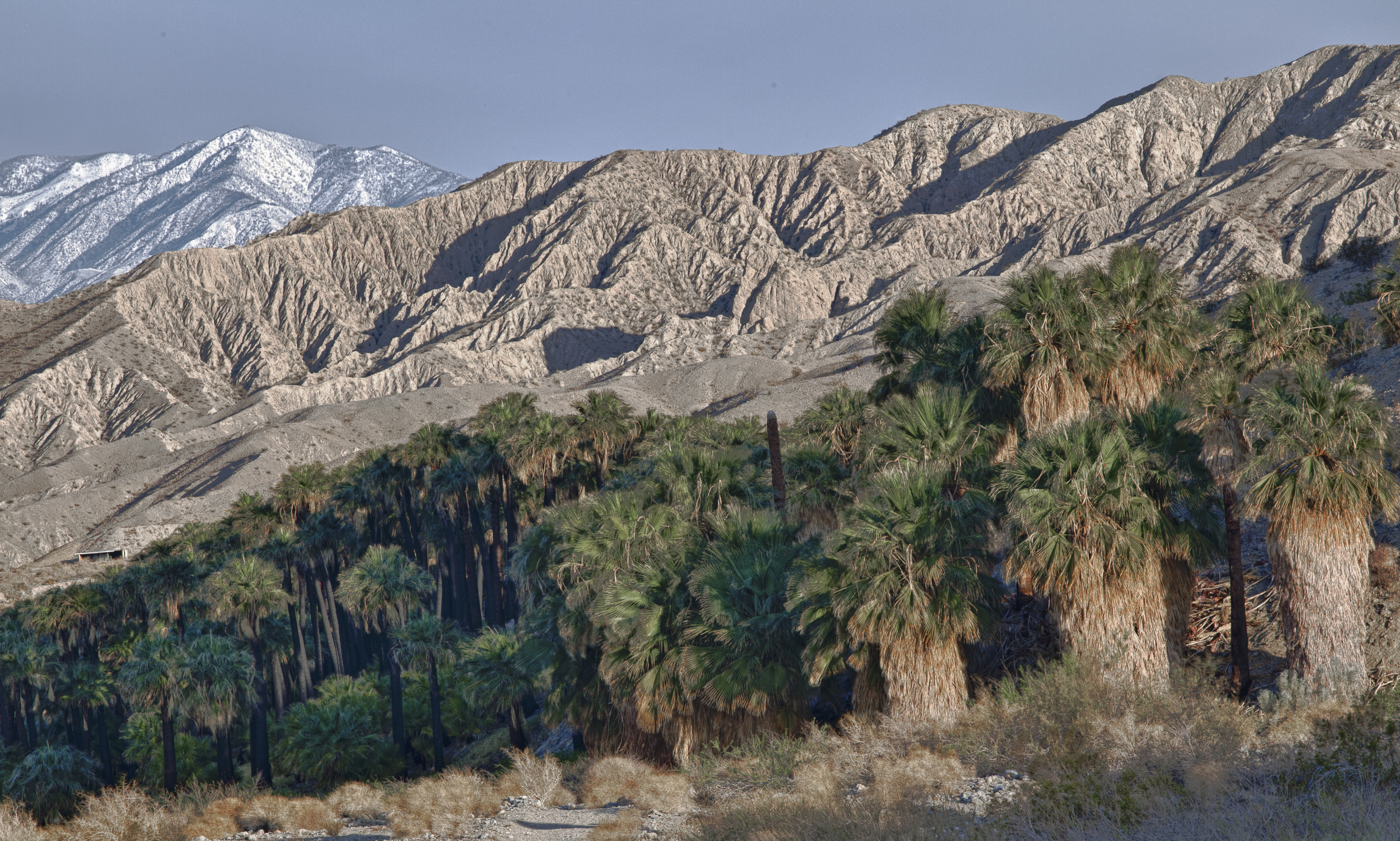
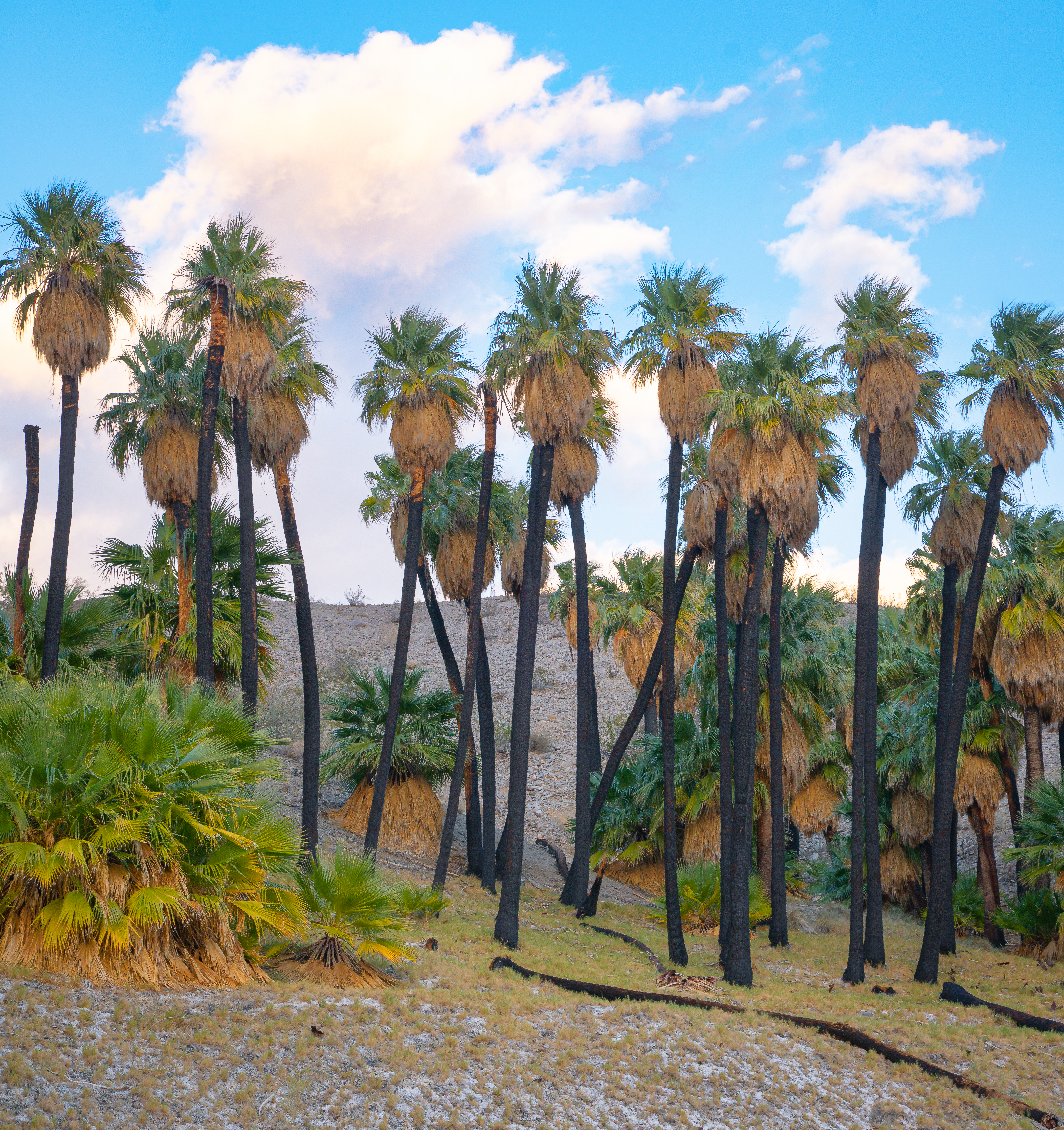
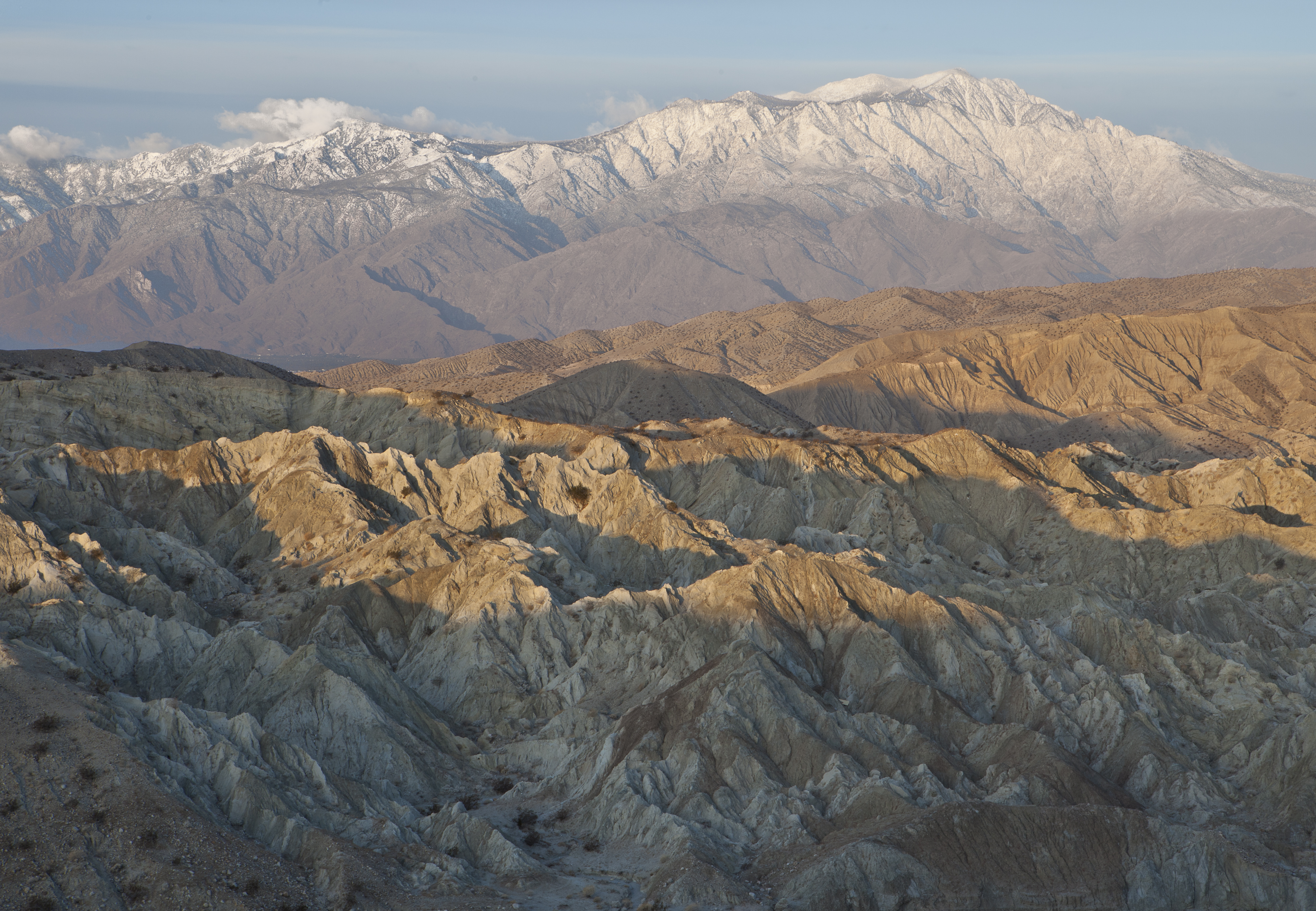